# Orkest De Volharding
Orkest De Volharding, meestal kortweg De Volharding genoemd, was een ensemble voor hedendaagse muziek gevestigd in Amsterdam. Het ensemble had de unieke vaste bezetting van 1 fluit, 3 saxofoons, 3 trompetten, 3 trombones, 1 hoorn en piano, onder leiding van een dirigent. De activiteiten werden in 2009 beëindigd. 

## Geschiedenis
Het ensemble werd opgericht in het voorjaar van 1972. Componist Louis Andriessen en saxofonist Willem Breuker brachten toen een aantal musici uit de geïmproviseerde en uit de klassieke muziek bijeen om Andriessens compositie De Volharding uit te voeren, die geschreven was voor bovengenoemde ongebruikelijke bezetting. Deze eerste uitvoering vond plaats op 12 mei 1972 in Theater Carré tijdens een historisch geworden, rumoerig concert. De musici besloten daarop bij elkaar te blijven als ensemble onder de naam De Volharding. Bijzonder was dat het ensemble een Coöperatieve Vereniging UA koos als rechtsvorm. Een rechtsvorm die niet gebruikelijk was voor een muziekensemble. De leden waren verantwoordelijk voor alle activiteiten. Het bestuur kwam voort uit de leden/musici. De eerste 20 jaar werd gespeeld zonder dirigent. Daarna werd vanwege de complexe stukken een dirigent aangesteld, die ook lid was van de Coöperatieve Vereniging. Tevens werd later een zakelijk adviseur aangesteld, het enige "personeelslid" van de Coöperatie.  
In 2008 werd bekend dat Orkest de Volharding vanaf 1 januari 2009 geen subsidie meer zou ontvangen van het Nederlands Fonds voor Podiumkunsten. De motivering hiervoor was onder andere dat het ensemble geen diversiteit aan de Nederlandse podiumkunsten zou toevoegen. Het orkest besloot hierop de activiteiten vanaf 2009 stop te zetten en alle concerten en geplande bezoeken aan festivals in het buitenland af te zeggen.

## Karakteristieken
Het ensemble kenmerkte zich door een wisselwerking tussen de maatschappelijke stellingname en de ongebruikelijke muzikale uitvoeringspraktijk  tussen klassiek geschoolde musici en musici uit de jazz- en geïmproviseerde muziek. In de beginperiode nam het ensemble stelling tegen het toenmalige elitaire cultuurbeleid en de maatschappelijke ontwikkelingen. Later maakte het orkest zich sterk voor de cultuurspreiding in Nederland en probeerde De Volharding ook te spelen op festivals en poppodia. Een documentaire van Pieter Verhoef (1976) geeft een prachtig beeld hoe het ensemble in de beginperiode functioneerde. In de documentaire getiteld: VOL-HAR-DING, van Kees Hin (1994) wordt de verschuiving van maatschappelijke stellingname naar meer aandacht voor de muzikale invulling belicht.  
Voor de muzikale uitvoeringspraktijk was de vaste bezettingen belang, die zorgde voor de unieke klankcultuur van het orkest en ertoe leidde dat het verloop onder de orkestleden erg klein was, gecombineerd met het repertoire dat onlosmakelijk deel uitmaakte van het orkest.  De Volharding speelde op vele podia in binnen-en buitenland. Vooral in Europa, maar ook in New York en Brisbane. Alle 300 werken muziek die De Volharding speelde, waren speciaal voor het ensemble geschreven of bewerkt. Een groot deel van deze stukken is geschreven door Nederlandse, veelal jonge componisten. De composities zijn soms moeilijk classificeerbaar tussen hedendaags klassiek, jazz, pop en avant-garde.
Het repertoire van Orkest De Volharding is opgeslagen bij Stichting Nederlands Muziekarchief in Den Haag. 

## Discografie
- De Bijlmer Opera, an opera of Jacques Bank (2001)

Werk van Jacques Bank
- Dutch Masters (2000)

Werken van Roel van Oosten, Geert van Keulen, Peter Jan Wagemans, Guus Jansen, Wim Laman, Willem van Manen, Maarten van Norden
- Western Darlings (1998)

Werken van Steve Martland, Gordon McPherson, Martin Butler, Gerald Barry
- Michael Torke - Overnight Mail (1997)

Werk van Michael Torke
- Cornelis de Bondt - Het Gebroken Oor (1997)

Werken van Cornelis de Bondt
- De Volharding (1972)

Werk van Louis Andriessen
- Hans Dillo - Want sterk als de dood is de liefde (1996)

Werk van Hans Dillo
- Julia Wolfe - Arsenal of Democracy (1996)

Werk van Julia Wolfe
- Otto Ketting - Kom over de zee (1996)

Werk van Otto Ketting
- Jaar van de Ensembles - 18 Dutch Music Ensembles (sampler, 1995)

Werk van Rob Zuidam
- Louis Andriessen - M is for Man, Music, Mozart / De Stijl (1994)

Werk van Louis Andriessen
- HEX (1993)

Werk van Michael Torke, Paul Termos, Hanna Kulenty, Rob Zuidam
- Trajekten (1992)

Werk van Louis Andriessen, Misha Mengelberg, Amílcar Vasques Dias, Willem van Manen, Klas Torstensson, Cees van Zeeland, Guus Janssen
- Shoulder To Shoulder (1989)

Werk van Martijn Padding, Maarten van Norden, Amílcar Vasques Dias, Willem van Manen, Steve Martland
- Volharding 006 (ep, 1986)

Werken van Louis Andriessen, Enoch Lontonga/Bob Driessen
- Kaalslag Live (1986)

Werken van Louis Andriessen, Willem van Manen, Cornelis de Bondt, Cees van Zeeland
- Volharding 005 (1986)

Werken van Huub de Vriend, Cees van Zeeland, Klas Torstensson, Guus Janssen
- Volharding 004 (1982)

Werken van Amílcar Vasques Dias, Willem van Manen, Diderik Wagenaar, Louis Andriessen, Amílcar Vasques Dias
- Volharding 003 (1980)

Werken van Misha Mengelberg, Klaas de Vries, Nico Schuyt, Bob Driessen, José Afonso
- In het woud is veel te doen (1977)

Werk van Bernard Hunnekink
- Volharding 002 (1975)

Werken van Louis Andriessen, Hunh Minh Siêng/Misha Mengelberg
- Volharding 001 (ep, 1973)

Werken van Hanns Eisler/Louis Andriessen, Luis Advis/Jan Wolff, Louis Andriessen